# Valsequillo (Veracruz)
Valsequillo es una localidad del municipio de Papantla, del norte del estado de Veracruz (México).

## Localización
La altitud es de 200 metros sobre el nivel del mar.
Las localidades colindantes son: al norte con las comunidades de Insurgentes, Joloapan y Pueblillo, al noroeste con San Manuel, al oeste con la comunidad de Rancho Nuevo Acateno, al sur colinda con el municipio de Acateno, al este con Miguel Hidalgo y Mesa Chica el Corcho.

## Superficie
El ejido Valsequillo cuenta con una superficie parcelada de 6,044 Has; de estos, 127 Has. corresponden a la superficie de asentamiento humano. El ejidatario con menor superficie, en promedio, tiene 15 has y el de mayor superficie cuenta con 22 has. 

## Orografía
La localidad se encuentra ubicada en la zona norte del Estado, sobre las faldas del conjunto montañoso de la Sierra Madre Oriental, la cual recibe el nombre local de Sierra de Papantla; la topografía es llanuras, con cerros de poca altura como el cerro del Caracol, mantiene una orografía accidentada y una de sus características es que gran parte de la zona poblada es tierra y cascago sus periferias son terrenos arcillosos, además de que está rodeada por arroyos como el Zotusco y el Chichicatzapan  (vertiente del río Tecolutla).

## Historia

### Fundación
Valsequillo se localiza aproximadamente a 45 km de la zona arqueológica del Tajín y se encuentra a tan solo 18 km de la zona arqueológica Cuyuxquihui. A ellos debemos remontarnos pues hay existen evidencias claras de que el territorio que hoy ocupa Valsequillo fue en un principio poblada por hombres y mujeres Totonacas de ahí “…la existencia de gran cantidad de objetos prehispánicos hallados en los potreros y siembras de la congregación, entre los cuales destacan caritas sonrientes, metates, ídolos o figurillas de animales 
Se sabe por voz propia de antiguos habitantes de esta comunidad, que antes de Valsequillo existió una zona de casitas donde se albergaban las familias o cuadrillas que venían a trabajar a la finca del señor propietario Ignacio Perdomo (de origen español), las familias oriundas de municipios del estado de Puebla como lo fueron Tlatlauquitepec, Atempan y Teteles fueron unas de las primeras familias en llegar a esta zona, más tarde se anexarían gente que venía de Plan de Arroyos y de Álamo Veracruz. Valsequillo Viejo Fue como se le denominó a esta pequeña congregación de casitas, donde se dedicaban a trabajar en potreros y desmontando para poder cultivar maíz, chile y calabaza. 

### Los Orígenes
Valsequillo estaba ubicada dentro de las propiedades del terrateniente Ignacio Perdomo,  durante los años de 1940 y 1955 trabajaban la tierra y la mayoría de las cosechas eran entregadas a dicho propietario, finalmente eran ellos quienes padecían las humillaciones del terratenientes, por tanto, había razones suficientes para levantarse en armas y pelear por una pequeña propiedad de donde buscaban sostener a sus familias.

### Economía
Valsequillo formó parte del llano Papanteco, sus pobladores trabajaban las tierras dedicándose al cultivo principalmente del maíz, café, frijol, plátano, naranja y limón. En ganadería se cría ganado bovino, porcino, equino, caprino, así como aves de corral. Cuenta con molinos de nixtamal. Actualmente la venta de hoja de maíz es una opción más como alternativa en la economía familiar.

## Fiestas
Valsequillo cuenta con diferentes festividades que son:

## Costumbres
Valsequillo celebra su fiesta patronal el 25 de diciembre en honor al Sagrado Niño Jesús, los festejos comprenden de procesiones, feria de juegos mecánicos, jaripeos, quema de juegos pirotécnicos, baile como cierre de feria.
En Navidad se acostumbra realizar las posadas por barrios, donde cada uno recibe a los peregrinos y ofrece ponche, tamales y pan, algunos preparan sorpresas y se crea un ambiente de convivencia muy grato.